# Bram Ladage
Bram Ladage (uitspraak: Bram Ladaazje) is een snackbarketen in West-, Midden- en Zuid-Nederland. De oprichter Bram Ladage begon in 1967 met een eigen rijdende frietkraam op de markten van Rotterdam. Begin jaren tachtig werd zijn kraam door een brand verwoest waarbij Ladage brandwonden opliep.

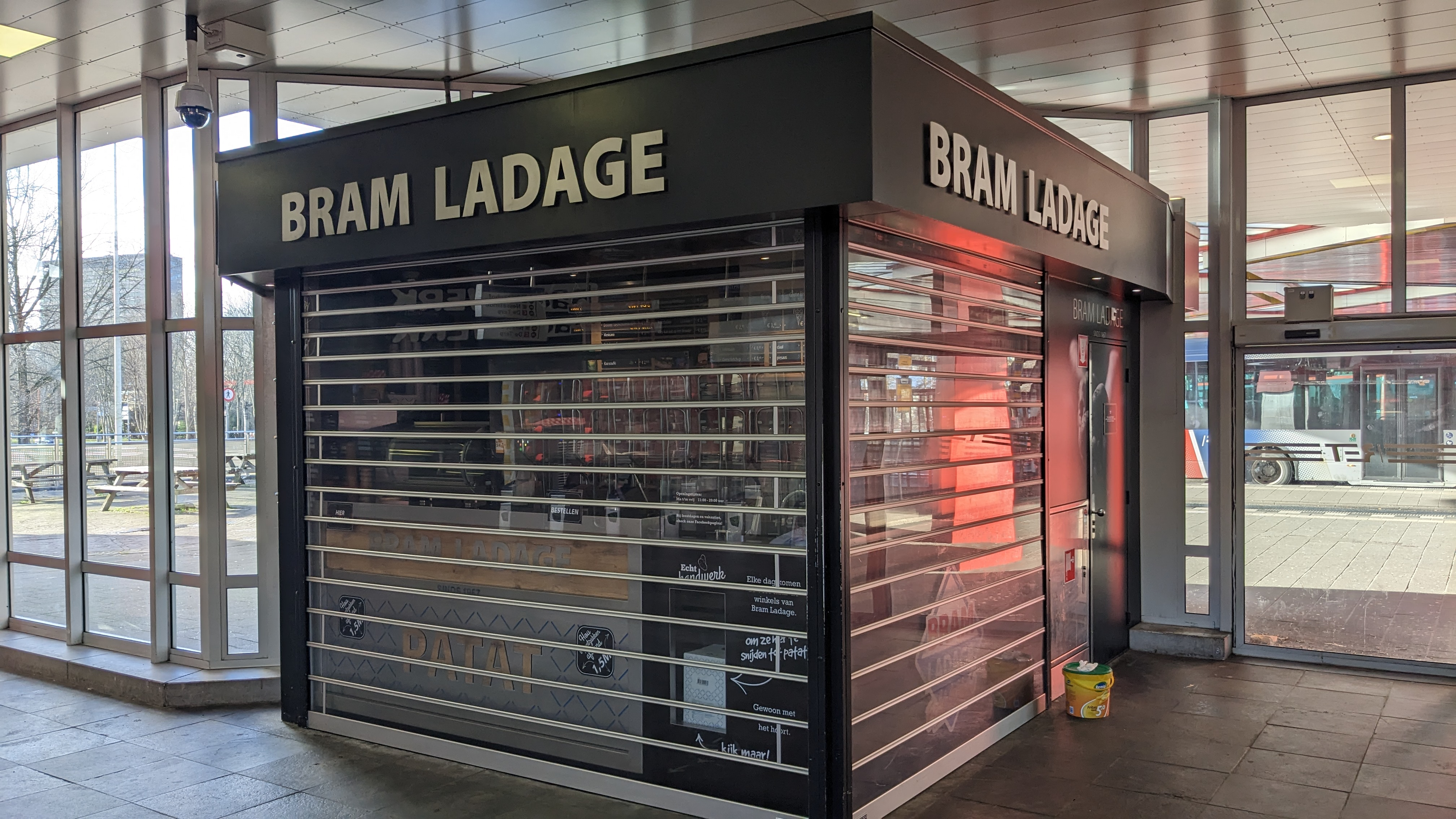
Vestiging in metrostation Kralingse Zoom

Het bedrijf groeide in de loop der jaren uit tot een keten en in 1986 startte de franchiseformule. In 2023 zijn er 38 vestigingen en naast de filialen zijn er rijdende snackwagens die op markten in Rotterdam en omgeving staan. Rotterdam telt zo'n 15 vestigingen. De overige filialen zijn gevestigd in omliggende plaatsen, maar er zijn ook vestigingen in Den Haag, Nieuwegein, Tilburg en Eindhoven. Ook zijn er filialen gesloten zoals die in Hoog Catharijne in Utrecht waarbij een automatiek aanwezig was.
De friet wordt aan de balie met een handpers uit aardappels gesneden en voorgebakken. 
Een frietje van Bram Ladage wordt in de volksmond vaak een "Brammetje" genoemd en de friet wordt verkocht in puntzakken.

## Promotieliedje
Het al jaren bestaande patatliedje "Wat knort mijn mage" over Bram Ladage kreeg in 2018 een nieuwe versie waarbij de tekst gelijk is gebleven maar de muziek door De Wannebiezz is vernieuwd en duidelijk anders is geworden dan voorheen.